# Hesione (mythologie)
Hesione (Oudgrieks: Ἡσιόνη; Hêsiónê) was de dochter van koning Laomedon van Troje.
Haar vader had de goden Poseidon en Apollon een muur voor zijn stad laten oprichten, maar weigerde na de bouw ervan het bedongen loon te betalen. Daarom zond Poseidon een zeemonster dat het land verwoestte. Om de toorn van de goden te bevredigen, zou Hesione, op aanraden van het orakel van Apollon, aan dit monster moeten worden geofferd.
Herakles, die net was teruggekeerd van zijn tocht naar de Amazonen, kwam in Troje aan en nam het op zich om Hesione te redden. Tot loon daarvoor had Laomedon hem de paarden van Tros beloofd, die Zeus hem tot vergoeding had geschonken, toen deze zijn zoon Ganymedes naar de Olympos had weggevoerd. Nadat Herakles Hesione had gered, weigerde Laomedon zijn belofte gestand te doen. Daarom trok de held, na een vloot schepen en een aantal voorname helden uit Griekenland verzameld te hebben, tegen Laomedon op en slaagde erin de stad te veroveren. Laomedon en al zijn zonen, met uitzondering van Podarkes, werden gedood en Hesione viel de overwinnaar in handen. Herakles behield haar echter niet voor zichzelf, maar schonk haar aan zijn vriend Telamon, die hem bij de verovering der stad trouw had bijgestaan. Hesione kreeg van Herakles de toestemming haar broer Podarkes los te kopen voor haar sluier. Zijn naam werd hierom in die van "Priamos", d.i. "de losgekochte" veranderd.
Hesione baarde Telamon een zoon, Teukros (Teucer) genaamd, die naast zijn halfbroer Aias (Ajax) in de Trojaanse Oorlog wonderen van dapperheid verrichtte en vooral bekend was door zijn ervarenheid in het boogschieten. Hun andere zoon was Trambelos.

## Antieke bronnen
- Homerus, Ilias V 639–642, XX 145–148.
- Apollodorus van Athene, Bibliotheca II 103f., 136.
- Ovidius, Metamorfosen XI 199–217.